# Бяга
Бяга (болг. Бяга) — село в Болгарии. Находится в Пазарджикской области, входит в общину Брацигово. Население составляет 1263 человека.

## Политическая ситуация
В местном кметстве Бяга, в состав которого входит Бяга, должность кмета (старосты) исполнял Илия Иванов Милушев (Болгарская социалистическая партия (БСП)) по результатам выборов.
Кмет (мэр) общины Брацигово — Васил Михайлов Гюлеметов (независимый) по результатам выборов.